# 95th/Dan Ryan (Metro de Chicago)
95th/Dan Ryan es la estación terminal de la línea Roja del Metro de Chicago. La estación se encuentra localizada en 14 West 95th Street en Chicago, Illinois. La estación 95th/Dan Ryan fue inaugurada el 28 de septiembre de 1969.  La Autoridad de Tránsito de Chicago es la encargada por el mantenimiento y administración de la estación. La estación está situada a lo largo del Dan Ryan Expressway.

## Descripción
La estación 95th/Dan Ryan cuenta con 1 plataforma central y 2 vías. 

## Conexiones
La estación es abastecida por las siguientes conexiones: 
Rutas del CTA Buses:
- #N5 South Shore Night Bus (nocturno)
- #N9 Ashland (nocturno)
- #29 State
- #34 South Michigan (nocturno)
- #95E 93rd/95th
- #95W West 95th
- #100 Jeffery Manor Express
- #103 West 103rd
- #106 East 103rd
- #108 Halsted/95th
- #111 Pullman/111th/115th
- #112 Vincennes/111th
- #119 Michigan/119th

Pace
- #352 Halsted
- #353 95th-River Oaks/Homewood
- #359 Robbins/South Kedzie Avenue
- #381 95th Street
- #395 CTA 95th St. Station/UPS Hodgkins

Greyhound Bus Lines